# FreeDOS
FreeDOS —anteriorment Free-DOS i PD-DOS— és un sistema operatiu lliure que pretén proporcionar un entorn totalment compatible amb les aplicacions i els controladors de MS-DOS. L'intèrpret de línia d'ordres usat per FreeDOS es diu FreeCOM.

## Diferències amb MS-DOS
FreeDOS inclou algunes característiques que no estaven presents en MS-DOS:
- Controlador Ultra-DMA i suport per a discos grans (LBA).
- Suporta el sistema d'arxius FAT32.
- Controlador DOSLFN per usar els noms d'arxiu llargs de VFAT.
- Llicència lliure (GPL).
- Suport d'internacionalització definida per l'usuari.

## Compatibilitat

### Amb Windows 1.0 a 3.xx
No és possible iniciar cap versió de Windows basada en MS-DOS en manera estesa del 386, només es pot iniciar Windows 3.0 en manera estàndard, Windows 3.1 en manera estàndard i les versions de Windows 1.x i 2.x des de FreeDOS. No obstant això, és possible esquivar aquest problema usant un gestor d'arrencada o una eina similar, com la que ve amb FreeDOS, per fer una instal·lació paral·lela (amb arrencada dual) de FreeDOS i la versió de Windows en qüestió (decidint entre un sistema operatiu i un altre en arrencar).

### Amb Windows 95 a EM
Aquestes versions de Windows estan enllaçades al propi DOS que incorporen. No és possible executar-les des de FreeDOS, però es poden instal·lar Windows i FreeDOS en la mateixa unitat C:, amb l'ajuda d'un gestor d'arrencada tal com s'ha descrit anteriorment, o amb un gestor d'arrencada de Linux com LiLo o Grub.

### Amb Windows NT/2000/XP/VISTA/7/8/8.1/10 i ReactOS
Una instal·lació paral·lela amb Windows NT/2000/XP/VISTA/7/8/8.1/10 i [ReactOS] no causa problemes perquè aquestes versions ja no usen un sistema DOS com a sistema base. El nucli de FreeDOS es pot afegir simplement al gestor d'arrencada que aquests sistemes operatius inclouen.

## Gestió de memòria
El programa de gestió de memòria EMM386 inclòs amb FreeDOS suporta VCPI, permetent executar programes que utilitzen DPMI. FreeDOS també conté un controlador UDMA per a un accés a disc més ràpid, que a més també es pot usar en altres versions de DOS. La memòria intermèdia de disc LBAcache emmagatzema les dades del disc als quals s'ha accedit recentment en la memòria XMS per proporcionar un accés encara més ràpid i reduir l'accés directe al disc dur (el que causa menys soroll)
Gràcies al fet que l'intèrpret de línia d'ordres FreeCOM es pot moure a si mateix a la memòria estesa, és possible alliberar molta memòria convencional. Amb el nucli emmagatzemat en la memòria alta i els controladors carregats en els blocs de memòria superior, es poden disposar de 620KB (6201024 bytes) de memòria convencional, la qual cosa és útil per a programes i jocs de DOS exigents en aquest aspecte.

## Característiques
La llicència és lliure. Té suport per a particions FAT32, des de les quals pot arrencar. Depenent de la BIOS usada, es poden utilitzar discos durs LBA de fins a 128 Gb o fins i tot 2 TB. Algunes BIOS tenen suport per LBA però fallen amb els discos majors de 32 GB; controladors com OnTrack o EzDrive poden "reparar" aquest problema. FreeDOS també es pot usar amb un controlador anomenat DOSLFN que suporta noms d'arxiu llargs (veure VFAT), però la majoria dels programes de FreeDOS NO suporten noms d'arxiu llargs, fins i tot si el controlador està carregat.
No hi ha plans per afegir suport NTFS o ext2fs a FreeDOS, però hi ha diversos controladors shareware disponibles per a tal propòsit. Per accedir a particions ext2fs, es pot usar l'eina LTOOLS, que pot copiar informació des de particions ext2fs i cap a elles. Si s'executa FreeDOS en DOSEmu (un emulador de PC/DOS per a sistemes GNU/Linux) és possible instal·lar aplicacions DOS en qualsevol sistema d'arxius i disc dur que suporti GNU/Linux.
Tampoc està planejat el suport d'USB, només els dispositius USB reconeguts per la BIOS estan disponibles de primera mà per FreeDOS. Es poden usar controladors gratuïts, o executar FreeDOS en una finestra de DOSEmu i deixar que usi qualsevol unitat que sigui accessible a GNU/Linux.
Altres emuladors populars de PC i DOS són Bochs (simula un PC complet) i DOSBox, que simula un PC amb un nucli DOS i el seu intèrpret. Els programes dins de DOSBox "veuen" un DOS, però no es pot instal·lar FreeDOS o un altre nucli. No obstant això, les eines de FreeDOS són plenament funcionals en DOSBox.
El nucli de FreeDOS també se subministra amb DOSEmu. DOSEmu simula de manera optimitzada un PC que permet l'ús de controladors simplificats (proporcionats amb DOSEmu). El sistema s'executa molt més ràpid que amb el simulador de PC GNU Bochs o l'emulador comercial VMware. No obstant això, la simulació del maquinari manca de realisme en alguns aspectes. L'accés al disc simulat a través de la BIOS virtual funciona bé, però els programes DOS no poden programar els controladors del disc virtual. No obstant això, sí que hi ha maquinari gràfic i de so virtual

## Exemple de sortida
```
C:\>dir
Volume in drive C is FREEDOS
Volume Serial Number is 4228-11FA
```

```
Directory of C:\
```

```
KERNEL SYS 45,293 08-18-06 11:32a
COMMAND COM 86,413 08-18-06 12:17a
DOS <DIR> 11-14-02 10:43a
FDCONFIG SYS 263 11-14-02 11:05a
EDIT EXE 62,277 08-11-04 7:38p
EDIT HLP 29,452 04-28-04 1:22a
5 file(s) 219,698 bytes
1 dir(s) 5,402,624 bytes free
```

```
C:\>
```

## Distribució
A causa d'un acord amb Microsoft, que impedia als venedors d'ordinadors vendre'ls sense sistema operatiu instal·lat, Dell Computer va oferir alguns dels seus sistemes de la seva "sèrie n" amb FreeDOS preinstal·lat.
El projecte FreeDOS va començar a proporcionar una alternativa a MS-DOS quan Microsoft va anunciar en 1994 que deixaria de vendre i donar suport al seu MS-DOS.
Una alternativa a FreeDOS és OpenDOS i EDR-DUES Enhanced DR-DOS. Aquest DOS és més compatible amb Windows, però la llicència és més restrictiva. OpenDOS està basat en el DR-DOS, propietat de DeviceLogics i que s'ofereix com shareware, i Enhanced DR-DOS basat en el OpenDOS.